# South Bethany
South Bethany es un pueblo ubicado en el condado de Sussex en el estado estadounidense de Delaware. En el año 2000 tenía una población de 492 habitantes y una densidad poblacional de 366 personas por km².

## Geografía
South Bethany se encuentra ubicado en las coordenadas 38°30′55″N 75°3′29″O / 38.51528, -75.05806.

## Demografía
Según la Oficina del Censo en 2000 los ingresos medios por hogar en la localidad eran de $67,125, y los ingresos medios por familia eran $89,666. Los hombres tenían unos ingresos medios de $61,250 frente a los $37,500 para las mujeres. La renta per cápita para la localidad era de $53,624. Alrededor del 1.6% de la población estaban por debajo del umbral de pobreza.

## Localidades adyacentes
Diagrama de las localidades a un radio de 16 km a la redonda de South Bethany.